# Verbény
Verbény (szlovákul Vrbany) Divékújfalu településrésze, korábban önálló falu Szlovákiában, a Trencséni kerületben, a Privigyei járásban.

## Fekvése
Privigyétől 16 km-re nyugatra, a Nyitrica-patak bal partján fekszik.

## Története
A települést 1396-ban említik először, a Rudnay család birtoka volt. A 16. századtól az Újfalussy család birtoka, 1736-ban a vesztényi, majd 1777-től a szkacsányi uradalom része.
A 18. század végén Vályi András így ír róla: „VERBÉNY. Tót falu Nyitra Várm. földes Ura a’ Nyitrai Káptalanbéli Uraság, lakosai katolikusok, fekszik Divékhez közel, és ennek filiája; határja majd ollyan, mint Divék Újfalué.”
1828-ban 21 háza volt 145 lakossal. Lakói főként mezőgazdasággal, gyümölcstermesztéssel, idénymunkákkal foglalkoztak.
Fényes Elek 1851-ben kiadott geográfiai szótárában így ír a faluról: „Verbény, Nyitra vm. tót falu, Divék fil., 145 kath. lak. F. u. többen. Ut. p. Privigye.”
Borovszky Samu monográfiasorozatának Nyitra vármegyét tárgyaló része szerint: „Verbény, tót község, a Belanka-patak völgyében, Nyitra-Divék mellett, 178 r. kath. lakossal. Postája Nyitra-Rudnó, táviró Privigye, vasúti állomás Nyitra-Novák. A falu 1895-ben teljesen leégett. Földesurai 1396-tól a Rudnayak és a Majthényiak voltak.”
A trianoni diktátumig Nyitra vármegye Privigyei járásához tartozott.
1960-ban csatolták Divékújfaluhoz.

## Népessége
A 18. század végén 11 házában 124 lakos élt.
1880-ban 151-en lakták, ebből 138 szlovák, 7 német, 2 magyar anyanyelvű és 4 csecsemő.
1910-ben 240-en lakták: 222 szlovák, 7 magyar, 2 német és 9 más anyanyelvű.

## Külső hivatkozások
- Verbény Szlovákia térképén

## Lásd még
- Divékújfalu